# Cinglis humifuscaria
Cinglis humifuscaria là một loài bướm đêm trong họ Geometridae.